# وسام رفقاء الشرف
وسام رفقاء الشرف (بالإنجليزية: Order of the Companions of Honour)‏ هي مرتبة تمنح من قبل الملكة في بريطانيا للأشخاص الذين يقومون بإنجاز هام تقديرًا لإنجازهم ومن الحائزين على هذا الوسام عالم الكيمياء الحيوية فريدريك سانغر، هذا ويوجد عدة مراتب وأوسمة وألقاب مثل لقب فارس (Sir). يذكر أنه من الحائزين على هذا اللقب السير روان أتكينسون (المعروف بشخصية مستر بين) وقد قلدته إياه الملكة اليزابث الثانية.